# Dittelsheim-Heßloch
Dittelsheim-Heßloch è un comune di 2 116 abitanti della Renania-Palatinato, in Germania.
Appartiene al circondario (Landkreis) di Alzey-Worms (targa AZ) ed è parte della comunità amministrativa (Verbandsgemeinde) di Wonnegau.